# موگود
موگود (به لاتین: Mogod) یک منطقهٔ مسکونی در مغولستان است که در استان بولگن واقع شده‌است.